# Памятник героям Краснодона (Санкт-Петербург)
Памятник героям Краснодона — памятник в Санкт-Петербурге участникам подпольной организации «Молодая гвардия».

## История
В январе 1956 года в Ленинграде на главной аллее в Парке имени 30-летия ВЛКСМ (ныне Екатерингоф, ул. Лифляндская, 12), неподалеку от Большого пруда, по проекту скульпторов В. И. Агибалова, В. И. Мухина и В. Х. Федченко был воздвигнут Памятник героям Краснодона. Монумент высотой 11 метров является авторским повторением монументальной скульптурной композиции «Клятва» в городе Краснодоне. Архитектором ленинградского проекта стал В. Д. Кирхоглани.

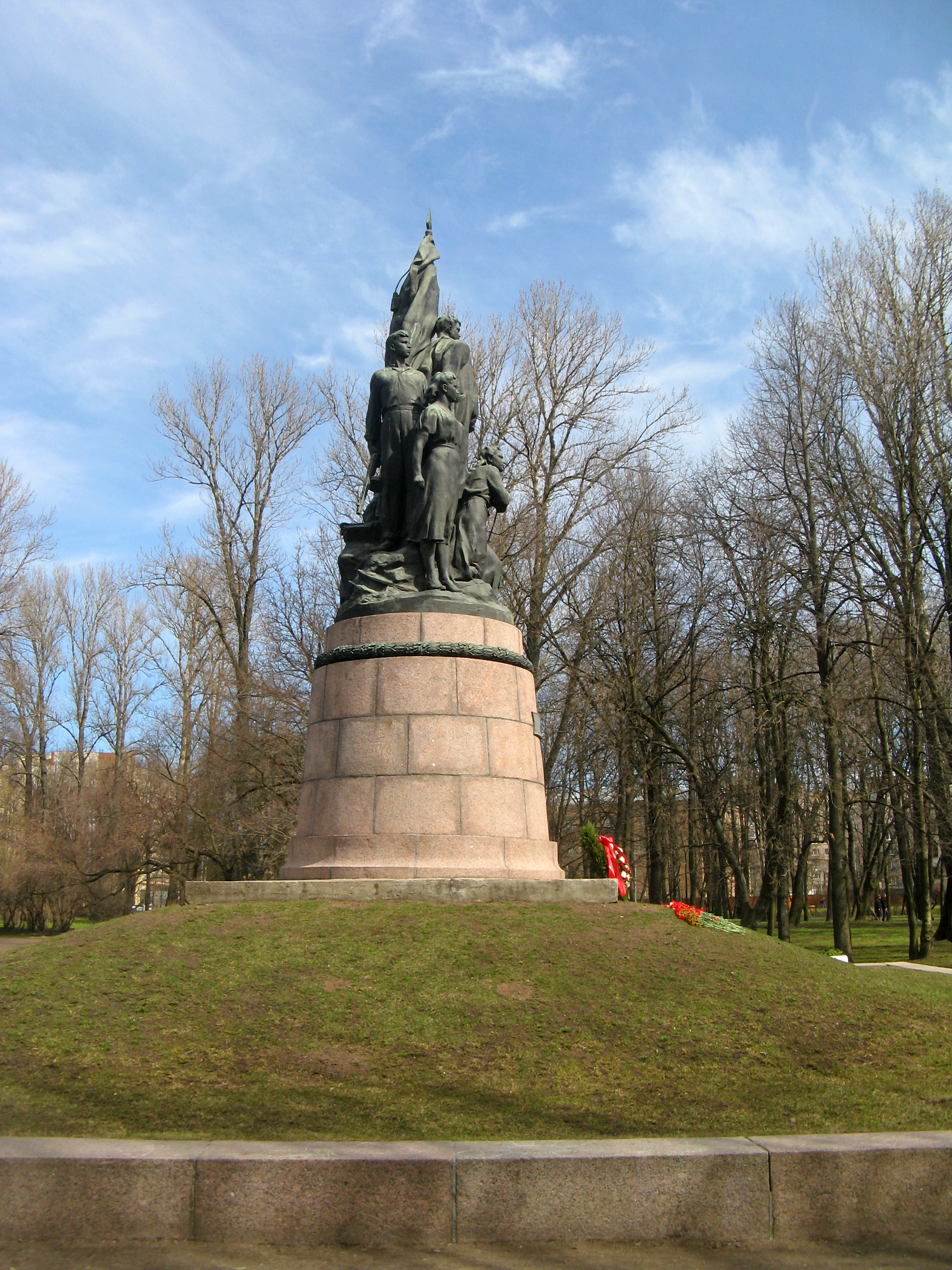

## Описание
Бронзовая скульптурная группа поднята на круглый конусовидный постамент, сложенный из блоков красного гранита и имеющий такое же гранитное круглое основание. Находится в центре парка на холме, огороженном гранитным бордюром. От монумента расходятся парковые аллеи.
Композиционным центром памятника служит знамя, вокруг которого изображены стоящие тесным кольцом молодогвардейцы: Олег Кошевой, Ульяна Громова, Иван Земнухов, Любовь Шевцова и Сергей Тюленин. На лицевой части постамента находится бронзовая лента с надписью «Героям Краснодона». На тыльной части — плита с надписью: «„Монументскульптура“, Ленинград, 1955. Авторы: Мухин В. И., Агибалов В. И., Федченко В. X.».
Монумент является авторской копией скульптурной группы «Клятва», установленной в 1954 году в городе Краснодоне Луганской области. Отливка из бронзы этой скульптуры проводилась в Ленинграде на заводе «Монументскульптура». По решению ЦК ВЛКСМ Украины повторная отливка с этой модели, выполненная на этом же заводе, была передана в дар ленинградскому комсомолу.
Монумент представляет также особый интерес потому, что содержит изображение Сталина — одно из немногих, сохранившихся в Санкт-Петербурге. Профиль Сталина вместе с профилем Ленина виден на знамени, возвышающемся над группой молодогвардейцев.